# Muzica bizantină

## Astăzi
Astăzi muzica bizantină este prezentă doar în serviciul liturgic din bisericile ortodoxe, întâlnită sub numele de psaltică. Deși unele biserici ortodoxe autocefale, cum ar fi Biserica Ortodoxă Rusă, nu mai folosesc acest gen de muzică, fiind înlocuită cu muzica corală specifică lumii occidentale, în urma reformei țarului Petru cel Mare, psaltica rămâne un simbol viu al strălucirii teoforice (termen care desemnează arta bizantină ca fiind o artă ecleziastică care încearcă să exprime o frumusețe transcedentală, Dumnezeiască, originală și unică) a artei bizantine ortodoxe.

## Genul
Muzica psaltică bizantină este prin esență o muzică exclusiv omofonă și melodică (exclude armonia sau cântarea pe mai multe voci). Etimologic, cuvântul muzică este de origine grecescă, luându-și numele de la muse (termen care mai târziu are un înțeles mai larg desemnând în general inspirația în arta creatoare), iar zeița Euterpe era protectoarea muzicii la grecii cei vechi.

## Istoria
Muzica este folosită de creștini încă de timpuriu, chiar din timpul Mântuitorului, evanghelistul Matei încredințându-ne că la Cina cea de Taină s-au cântat Psalmi .

În cartea sa intitulată "Muzică bisericească pe psalthichie și pe note liniare pentru trei voci" (București, strada Doamnei nr. 20, anul 1902), Preasfinția Sa Nifon N. Ploeșteanu scria: 
„Se știe că prima sămânță a creștinului fiind aruncată în Ierusalim, și cea dintâi biserică creștină fiind formată de creștinii născuți iudei, de bună seamă că melodia Psalmilor din Vechiul Testament a predominat în biserica primitivă.... După ce creștinismul a ieșit din cuprinsul Palestinei, s-a răspândit la alte popoare din cuprinsul Asiei Mici și Europa răsăriteană, în care elementul grec era foarte mult răspândit... iar după ce iudeii fură împrăștiați, și veniră în contact cu grecii, au împrumutat de la aceștia nu numai limba, dar și muzica lor. Proba despre aceasta este faptul ca pe timpul lui Ptolomeu Filadelful (285-247 î.Hr.) evreii din Alexandria nu mai înțelegeau Biblia în limba lor, au fost nevoiți după cerințele sinagogei și îndemnul regelui, să o traducă în limba greacă, numind această traducțiune Septuaginta sau Versiunea Alexandrină... Acum vine întrebarea: ce fel de cântare întrebuințau creștinii în biserică, în cele trei secole primare ale creștinismului? În această privință, doi părinți bisericești Tertulian(+220) și Sfântul Ioan Gură de Aur(+407)ne încredințează că în cele trei secole primare ale creștinismului, la serviciul divin, cântau toți creștinii, bărbați și femei, bătrâni și tineri; ori psalmi din Sfânta Scriptură, sau imne făcute de creștini, din propria lor reflexiune religioasă, într-o singură melodie.”
De asemenea, mărturii importante despre cântarea omofonă ni se transmit de la Sfântul Ignatie Purtătorul de Dumnezeu (+107), episcopul Antiohiei, căruia i s-a descoperit în vedenie cântarea antifonică, arătândui-se cetele îngerești care lăudau Sfânta Treime antifonic. Sf. Efrem Sirul, supranumit și alăuta Duhului Sfânt ne-a lăsat aproape o mie de laude și imne scrise pe glasuri ehurii și podobii. 
Tot Sf. Ioan Gură de Aur aduce în Constantinopol cântările și imnografia din biserica Antiohiei, cu care poporul credincios s-a putut apară împotriva ereziilor ariene. Sf. Roman Melodul, un sirian care a trăit la Constantinopole, ne-a lăsat o mie de laude, adevarăte comori, și tot despre el se spune că ar fi autorul binecunoscutului Acatist al Maicii Domnului. 
Astfel, în muzica bizantină, care încet încet prinde contur, fiind un sincretism al vechilor moduri antice muzicale ale popoarelor moștenitoare a culturii elenistice (sau cel puțin în sfera de influență elenistico-bizantină), apare o notație proprie și un sistem de scriere original, fiind primul de acest fel din lume. În Constantinopol, centru cultural puternic și inima Bizanțului (și putem afirma că chiar a întregului creștinism), arta capătă o direcție ascendentă care încearcă să ducă omul spre Dumnezeu.

## Școli
În plan muzical apar două mari școli de psaltichie: școala aghiopolită, renumită pentru măiestria punerii cântărilor după podobii (cântări model) și școala constantinopolitană, născută în Mănăstirea Studion, renumită pentru adâncimea duhovnicească a frazelor care trebuiau cântate. 

În biserică se vor forma grupuri de cântăreți conduse de un protopsalt, care era cel mai mare și de regulă cânta cel mai frumos. În istoria muzicii bizantine din cartea "Antologhion Paisian", tomul I (editura Sofia, București, 2005), găsim prefațat: 
„Din antichitate și până acum psaltul a rămas acel cântăreț care s-a desăvârșit în meșteșugul viersuirii/melodificării Psalmilor și Laudelor/Imnelor pe anumite formule melodice (denumite thesisuri sau mathimi) și melodii (denumite melodii sau prosomii). Iar muzica psaltică este muzica Bisericii Ortodoxe, ocrotite de împărăția bizantină vreme de mai bine de o mie de ani, de la care și-a luat numele de muzică bizantină.”

## Notații
Notația timpurie a muzicii psaltice bizantine era foarte complicată, datorită existenței unui mare număr de semne care astăzi sunt necunoscute. Începând cu perioada cucuzeliană aceste semne sunt concretizate teoretic, dar tot rămâne un număr mare de interpretări muzicale personale care diferă de la psalt la psalt. 

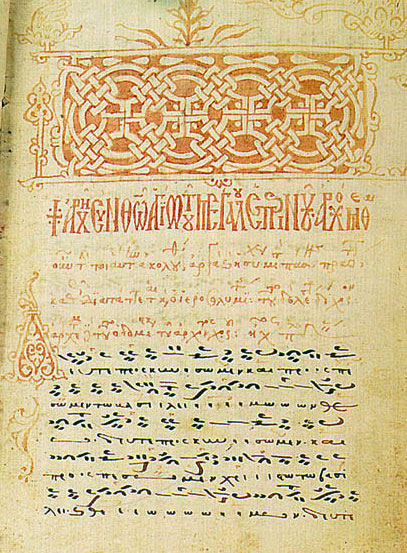
Manuscris evidențiind sistemul de notare primitiv al muzicii bizantine (jumătatea de jos, scrisă cu negru) [1433 d.C.].

Odată cu reforma hrisantică, semnele muzicale psaltice se reduc ca număr și li se stabilesc o lucrare practică propriu-zisă, iar notația rămâne cea cucuzeliană. Aceste semne se numesc "neume" și diferă foarte mult de notația occidentală (care este pe portativ) deoarece semnul nu arată nota propriu-zisă pe care psaltul trebuie să o execute, ci ea trebuie dedusă din poziția pe care o au celelalte semne (ca un fel de numărare), pe când în muzica occidentală știm exact nota pe care o cântăm. Psaltica are opt glasuri sau ehuri, fiecare cu o tonică și scară (gamă) proprie, iar gama se scrie astfel: NI, PA, VU, GA, DI, KE, ZO, NI, corespondent în muzica liniară cu: DO, RE, MI, FA, SOL, LA, SI, DO. Cântarea psaltică are o notație proprie. Semnele muzicii psaltice se împart în semne urcătoare, semne coborâtoare și semne temporale și ison. Astfel, isonul nici nu urcă, dar nici nu coboară – păstrează același sunet. 
Semnele urcătoare sunt: oligonul, care urcă un ton, petasti, care urcă un ton cu putere, cu accent, două kendime, care urcă un ton mai ușor, kendima, care urcă două tonuri sărite și ipsili, care urcă patru tonuri sărite, acestea două din urmă (kendima și ipsili), folosindu-se în combinație cu oligonul sau petastiul. 
Semnele coborâtoare sunt: epistroful, care coboară un ton, iporoiul, care coboară două tonuri treptat (ex.: zo-ke-di), elafronul, care coboară două tonuri sărite (ex.: zo-di) și hamili, care coboară patru tonuri sărite. 
Semnele temporale sunt: clasma, care adaugă un timp la nota pe care e pusă, apli, care face precum clasma, dipli, care adaugă doi timp la nota pe care e pus, tripli, care adaugă trei timpi la nota pe care e pus, gorgon, care face să se ia două note într-un timp, digorgonul, care face să se ia trei note într-un timp, triargonul, care face să se ia patru note într-un timp și argonul, care se folosește împreună cu oligon supra kendime. 

## Generalități
Interesant este că în serviciul de cult din Biserică muzica bizantină se cântă fără instrumente, acestea fiind folosite doar la curtea împaratului sau la banchete.
Adevărata emblemă a artei bizantine, muzica psaltică este dupa părerea unora muzica care găsește calea cea mai rapidă către sufletul celui care o ascultă sau cântă, deoarece este o muzică care exprimă o frumusețe cerească, hristologică și o frumusețe a unui imperiu care nu a apus, ci care continuă să trăiască prin frumusețea artei sale chiar și după atât de mult timp de la prăbușirea sa.
Muzica bizantină este socotită de filosofi "gura Duhului Sfânt".